# Festival olympique de la jeunesse européenne 2015
Navigation
2013 2017
Le Festival olympique de la jeunesse européenne se déroule du 25 juillet au 1er août 2015 à Tbilissi, Géorgie.

## Sports
| - Athlétisme - Basket-ball - Cyclisme | - Gymnastique - Handball (en) - Judo | - Natation - Tennis - Volley-ball |

## Sites des compétitions
| Venue                                                | Location | Sports                 |
| ---------------------------------------------------- | -------- | ---------------------- |
| New Athletics Stadium                                | Tbilisi  | Athlétisme, Volleyball |
| Tbilisi Sports Palace                                | Tbilisi  | Basketball             |
| Vere Park                                            | Tbilisi  | Basketball             |
| King David Aghmashenebeli alley / Tbilisi sea circle | Tbilisi  | Cyclisme               |
| New Gymnsatics Complex                               | Tbilisi  | Gymnastique            |
| New Handball Arena                                   | Tbilisi  | Handball               |
| Judo Academy                                         | Tbilisi  | Judo                   |
| New Aquatic Centre                                   | Tbilisi  | Natation               |
| Mziuri Tennis Courts                                 | Tbilisi  | Tennis                 |
| New Volleyball Arena                                 | Tbilisi  | Tennis                 |

## Calendrier des compétitions
| CO | Cérémonie d'ouverture | ● | Compétitions | 1 | Finales | CC | Cérémonie de clôture |

| Juillet 2015            | 26 Dim | 27 Lun | 28 Mar | 29 Mer | 30 Jeu | 31 Ven | 01 Sam | Médaille d'or |
| ----------------------- | ------ | ------ | ------ | ------ | ------ | ------ | ------ | ------------- |
| Cérémonies              | CO     |        |        |        |        |        | CC     |               |
| Athlétisme              |        | 2      | 4      | 5      | 7      | 11     | 7      | 36            |
| Basket-ball             |        |        |        |        |        |        | 2      | 2             |
| Cyclisme                |        |        | 2      |        | 2      |        |        | 4             |
| Gymnastique             |        |        | 3      | 3      | 2      | 5      | 5      | 18            |
| Handball                |        |        |        |        |        |        | 2      | 2             |
| Judo                    |        |        | 4      | 3      | 3      | 3      | 3      | 16            |
| Natation                |        | 5      | 7      | 7      | 3      | 10     |        | 32            |
| Tennis                  |        |        |        |        |        |        | 4      | 4             |
| Volley-ball             |        |        |        |        |        |        | 2      | 2             |
| Total de médailles d'or |        | 7      | 19     | 18     | 26     | 27     | 29     | 116           |

## Liste des médaillés

### Athlétisme
| Evenement         | Or                    | Or      | Argent                             | Argent  | Bronze             | Bronze  |
| Homme             | Homme                 | Homme   | Homme                              | Homme   | Homme              | Homme   |
| ----------------- | --------------------- | ------- | ---------------------------------- | ------- | ------------------ | ------- |
| 100 m             | Henrik Roger Larsson  | 10:72   | Lauri Tuomilehto                   | 10:82   | Pol Retamal        | 10:92   |
| 200 m             | Florian Barbier       | 21:52   | Matĕj Krsek                        | 21:90   | Bryan Pronk        | 21:93   |
| 400 m             | Ihar Zubko            | 47:44   | Mahsum Korkmaz                     | 48:51   | Gregor Grahovac    | 48:56   |
| 800 m             | Marino Bloudek        | 1:53:76 | [[Eliott Crestan\|Eliott Crestan]] | 1:54:02 | Javier Mirón       | 1:54:92 |
| 1500 m            | Kevin McGrath         | 4:01:11 | Elzan Bibić                        | 4:01:62 | Pierre Proust      | 4:02:35 |
| 3000 m            | Elzan Bibić           | 8:50:10 | Nurkan Dagtekin                    | 8:54:91 | Tindaro Lisa       | 8:56:65 |
| 110 m haies       | Julian Andrianavalona | 13:84   | Luis Salort                        | 13:85   | Cristian Faidiga   | 14:11   |
| 400 m haies       | Aleix Porras          | 52:52   | Tuur Bras                          | 53:63   | Marc-Antoine Saban | 53:82   |
| 2000 m steeple    |                       |         |                                    |         |                    |         |
| Relais 4 * 100 m  |                       |         |                                    |         |                    |         |
| Saut en hauteur   |                       |         |                                    |         |                    |         |
| Saut à la perche  |                       |         |                                    |         |                    |         |
| Saut en longueur  |                       |         |                                    |         |                    |         |
| Triple saut       |                       |         |                                    |         |                    |         |
| Lancer de poids   |                       |         |                                    |         |                    |         |
| Lancer de disque  |                       |         |                                    |         |                    |         |
| Lancer de marteau |                       |         |                                    |         |                    |         |
| Lancer de javelot |                       |         |                                    |         |                    |         |
| Femmes            |                       |         |                                    |         |                    |         |
| 100 m             |                       |         |                                    |         |                    |         |
| 200 m             |                       |         |                                    |         |                    |         |
| 400 m             |                       |         |                                    |         |                    |         |
| 800 m             |                       |         |                                    |         |                    |         |
| 1500 m            |                       |         |                                    |         |                    |         |
| 3000 m            |                       |         |                                    |         |                    |         |
| 110 m haies       |                       |         |                                    |         |                    |         |
| 400 m haies       |                       |         |                                    |         |                    |         |
| 2000 m steeple    |                       |         |                                    |         |                    |         |
| Relais 4 * 100 m  |                       |         |                                    |         |                    |         |
| Saut en hauteur   |                       |         |                                    |         |                    |         |
| Saut à la perche  |                       |         |                                    |         |                    |         |
| Saut en longueur  |                       |         |                                    |         |                    |         |
| Triple saut       |                       |         |                                    |         |                    |         |
| Lancer de poids   |                       |         |                                    |         |                    |         |
| Lancer de disque  |                       |         |                                    |         |                    |         |
| Lancer de marteau |                       |         |                                    |         |                    |         |
|                   |                       |         |                                    |         |                    |         |

### Gymnastique
| Evenement                   | Or                                                                        | Argent                                                     | Bronze                                                        |
| Homme                       | Homme                                                                     | Homme                                                      | Homme                                                         |
| --------------------------- | ------------------------------------------------------------------------- | ---------------------------------------------------------- | ------------------------------------------------------------- |
| Concours général par équipe | Royaume-Uni - Giarnni Regini-Moran - Joe Fraser - Hamish Alexander Carter | Italie - Lorenzo Galli - Stefano Patron - Luca Lino Garza  | Russie - Maksim Sinichkin - Artem Arnaut - Alexander Sychugov |
| Concours général individuel | Joe Faser                                                                 | Maksim Sinichkin                                           | Artem Arnaut                                                  |
| Sol                         | Giarnni Regini-Moran                                                      | Hamish Alexander Carter                                    | Krisztian Boncser                                             |
| Cheval d'arçon              | Alexander Sychugov                                                        | Joe Faser                                                  | Lorenzo Galli                                                 |
| Anneaux                     | Alexander Sychugov                                                        | Nick Klessing                                              | Joe Faser                                                     |
| Saut                        | Yahor Sharamkou                                                           | Giarnni Regini-Moran                                       | Dmitrii Govorov                                               |
| Barres parallèles           | Joe Faser                                                                 | Eduard Yermakov                                            | Kevin Carvalho                                                |
| Barre fixe                  | Moreno Kratter                                                            | Giarnni Regini-Moran                                       | Lorenzo Galli                                                 |
| Femme                       |                                                                           |                                                            |                                                               |
| Concours général par équipe | Russie - Daria Skrypnik - Anastasia Ilyankova - Elena Eremina             | Belgique - Axelle Klinckaert - Julie Meyers - Nina Derwael | Allemagne - Tabea Alt - Florine Harder - Rebecca Matzon       |
| Concours général individuel | Daria Skrypnik                                                            | Axelle Klinckaert                                          | Anastasia Ilyankova                                           |
| Saut                        | Marine Boyer                                                              | Daria Skrypnik                                             | Elena Eremina                                                 |
| Barres asymétriques         | Daria Skrypnik                                                            | Nina Derwael                                               | Anastasia Ilyankova                                           |
| Poutre                      | Axelle Klinckaert                                                         | Maisie Methuen                                             | Daria Skrypnik                                                |
| Sol                         | Axelle Klinckaert                                                         | Daria Skrypnik                                             | Nina Derwael                                                  |

## Tableau des médailles
| Rang | Nation             | Or | Argent | Bronze | Total |
| ---- | ------------------ | -- | ------ | ------ | ----- |
| 1    | Russie             | 17 | 9      | 11     | 37    |
| 2    | Italie             | 12 | 2      | 10     | 24    |
| 3    | France             | 9  | 5      | 8      | 22    |
| 4    | Hongrie            | 9  | 3      | 11     | 23    |
| 5    | Slovénie           | 5  | 6      | 5      | 16    |
| 6    | Moldavie           | 5  | 2      | 0      | 7     |
| 7    | Royaume-Uni        | 4  | 8      | 8      | 20    |
| 8    | Espagne            | 4  | 8      | 6      | 18    |
| 9    | Pays-Bas           | 4  | 3      | 8      | 15    |
| 10   | Géorgie            | 4  | 0      | 6      | 10    |
| 11   | Allemagne          | 3  | 8      | 6      | 17    |
| 12   | Ukraine            | 3  | 7      | 1      | 11    |
| 13   | Belgique           | 3  | 6      | 5      | 14    |
| 14   | Roumanie           | 3  | 5      | 2      | 10    |
| 15   | Biélorussie        | 3  | 0      | 4      | 7     |
| 16   | Irlande            | 2  | 6      | 2      | 10    |
| 17   | Serbie             | 2  | 4      | 3      | 9     |
| 18   | Suisse             | 2  | 3      | 2      | 7     |
| 19   | Finlande           | 2  | 3      | 1      | 6     |
| 20   | Suède              | 2  | 3      | 0      | 5     |
| 21   | Tchéquie           | 2  | 2      | 3      | 7     |
| 22   | Azerbaïdjan        | 2  | 1      | 2      | 5     |
| 23   | Norvège            | 2  | 0      | 4      | 6     |
| 24   | Autriche           | 2  | 0      | 1      | 3     |
| 25   | Pologne            | 1  | 3      | 5      | 9     |
| 26   | Turquie            | 1  | 2      | 3      | 6     |
| 27   | Bulgarie           | 1  | 2      | 0      | 3     |
| 27   | Danemark           | 1  | 2      | 0      | 3     |
| 29   | Croatie            | 1  | 0      | 3      | 4     |
| 30   | Bosnie-Herzégovine | 1  | 0      | 0      | 1     |
| 31   | Estonie            | 1  | 0      | 0      | 1     |
| 32   | Israël             | 0  | 5      | 0      | 5     |
| 33   | Lettonie           | 0  | 3      | 0      | 3     |
| 34   | Slovaquie          | 0  | 2      | 2      | 4     |
| 35   | Chypre             | 0  | 1      | 1      | 2     |
| 36   | Monténégro         | 0  | 1      | 0      | 1     |
| 37   | Grèce              | 0  | 0      | 2      | 2     |